# Elina Siirala
Elina Siirala (* 27. října 1983, Helsinky, Finsko) je finská sopranistka a trenérka zpěvu. Od roku 2016 působí v německé symfonicmetalové hudební skupině Leaves' Eyes, kde nahradila zpěvačku a zakládající členku Liv Kristine. Zároveň je také hlavní skladatelkou a zpěvačkou ve skupině Angel Nation. Siirala je druhou sestřenicí finského skladatele Tuomase Holopainena.